# Stenstrup (gmina Svendborg)
Stenstrup – wieś w Danii w regionie Dania Południowa w gminie Svendborg, położone na wyspie Fionia. W 2019 roku zamieszkane przez 1772 osoby.
W miejscowości znajdują się dwie stacje kolejowe na linii Svendborgbanen z Odense do Svendborga – Stenstrup oraz Stenstrup Syd.